# Sociální práva
Sociální práva je metodické označení těch součástí lidských práv, která vymezují sociální záruky důstojné lidské existence. Demonstrativně jsou obsažena v článcích 22 – 25 Všeobecné deklarace lidských práv a zakotvena v Mezinárodním paktu o hospodářských, sociálních a kulturních právech. Jsou předmětem sociálního zabezpečení poskytovaného státem.
Definice sociálních práv, která bývá v současné době považována za nejtrefnější a uvádí se ve většině dostupné literatury, považuje sociální práva, za „ty části práva, jejichž cílem je vyrovnání sociálních rozdílů, především v podobě nedostatků jedinců a určitých skupin obyvatel v materiálním zajištění, rovnosti příležitostí a možnosti vlastního uplatnění a rozvoje“.
Sociální práva můžeme vnímat jako práva vycházející z tzv. kontraktualismu (občas se objevuje pod názvem teorie smlouvy, resp. společenské smlouvy), filosofického a politického konceptu, který spojuje vznik společnosti a státu s uzavřením společenské smlouvy mezi lidmi. Touto smlouvou přijímají jisté omezení svých osobních svobod výměnou za garanci udržení společenské jednoty, stability a solidarity.

## Sociální práva jako součást lidských práv
Sociální práva jsou součástí lidských práv. Sociálními právy jsou ta práva, která upravují sociální záruky lidské existence. Mezi základní sociální práva je možné řadit:
- právo na práci a na náležitou přípravu na povolání,
- právo na uspokojivé pracovní podmínky,
- právo na životní úroveň,
- právo na rodinu,
- právo na sociální zabezpečení a
- právo na sdružování.[2]

Sociální práva mají za cíl zajistit každému člověku rozsah základních životních podmínek, které jsou nezbytná k zachování důstojného života. Tyto podmínky se odvozují od článku 25 Všeobecné deklarace lidských práv, která byla schválena v roce 1948. Tento článek zní: „Každý má právo na takovou životní úroveň, která by byla s to zajistit jeho zdraví a blahobyt i zdraví a blahobyt jeho rodiny, počítajíc v to zejména výživu, šatstvo, byt a lékařskou péči, jakož i nezbytná sociální opatření; má právo na zabezpečení v nezaměstnanosti, v nemoci, při nezpůsobilosti k práci, při ovdovění, ve stáří nebo v ostatních případech ztráty výdělečných možností, nastalé v důsledku okolností nezávislých na jeho vůli.“

## Sociální práva a stát
Moderní systémy sociálního zabezpečení určené k zajištění sociálních práv jednotlivců začínaly vznikat koncem 19. století. V roce 1881 zahájil první německý kancléř, Otto von Bismarck, sociální reformy, v rámci nichž zavedl povinné pojištění pro ty skupiny obyvatelstva, které byly nejvíce sociálně ohroženy. Cílem bylo zabránit hrozbám spojených se sociálními problémy obyvatel a zajistit tak společenskou stabilitu.
Sociální práva lze vnímat, jako souhrn práv, ze kterých těží občan v rámci svého působení ve vztahu k jednotlivcům, skupinám či ve vztahu ke státu. Tato práva však mohou být občany vymáhána pouze tehdy, jsou-li ze strany státu zajištěny všechny podmínky pro jejich plné uplatnění.
Sociální práva se od ostatních práv liší tím, že je většinou nelze bez dalšího soudně vymáhat. Je potřeba jejich komplexního systémového zajištění ze strany státních orgánů, která budou tato práva chránit a budou je zaručovat. Je tedy nutné vytvoření uceleného státního systému sociálního zabezpečení, aby tato práva byla občanům zajištěna. Článek 41 Listiny základních práv a svobod upozorňuje, že většiny hospodářských, sociálních a kulturních práv je možno se domáhat pouze v mezích zákonů, které tato práva ve smyslu zakotveném v Listině provádějí. Je tedy zřejmé, že bez legislativního ukotvení sociálních práv jsou jen velmi těžko vymahatelná.
Sociální právo jako nástroj státu, by mělo sloužit k prevenci sociálního vyloučení v co nejvyšší možné míře. Současné systémy sociálního práva můžeme rozdělit na osm základních sociálních událostí, které mohou v průběhu života jednotlivce vyvstat. Sociální právo si klade za cíl chránit občany daného státu před důsledky následujících událostí, které mohou mít fatální vliv na kvalitu života:
1. rodičovství a mateřství,
2. rodina – nezaopatřenost,
3. nemoc a úraz,
4. invalidita,
5. stáří,
6. smrt,
7. nezaměstnanost a
8. chudoba, resp. sociální vyloučení.

Naplnění sociálních práv by mělo zajistit i takovému občanovi, který nemá ideální startovní podmínky z důvodu nepříznivé rodinné situace, nebo během jeho života nastanou nepředvídané (výše zmíněné) kritické situace, které nemůže sám zvládnout, důstojně překonat tyto životní nástrahy. Filozofie sociálního práva vychází z popření jakékoliv formy determinismu a předpokládá, že s určitou (třeba i státní) pomocí by měl každý člověk být schopen rozvinout a naplnit svůj potenciál.

## Sociální právo
Sociální právo je právní disciplínou, která se zabývá legislativním ukotvením sociálních práv. V každé zemi uplatňující sociální politiku je specifická legislativa zajišťující občanům právo na sociální zabezpečení. Podkladem pro sociální právo je řada mezinárodních dokumentů, které formulují základní hodnoty, které jsou sdílené jednotlivými státy zavazující se k sociální politice vůči svým občanům (Všeobecná deklarace lidských práv, Mezinárodní pakt o hospodářských sociálních a kulturních právech, Evropská sociální charta, Listina základních práv Evropské unie).

### Sociální právo v České republice
V České republice je vývoj sociálního práva ovlivněn mezinárodním právem a jeho dokumenty (dokumenty Mezinárodní organizace práce, OSN, Rady Evropy), právem Evropské unie (povinnost ČR implementovat normy EU do svého vnitrostátního právního řádu) a právním vývojem v České republice (potřeba reformovat právní systém po roce 1989). Zároveň není považováno za samostatné právní odvětví, je součástí práva sociálního zabezpečení a pracovního práva. Na zdejších právnických fakultách se sociální zabezpečení a pracovní právo vyučují jako dva samostatné předměty.